# Gran Premio de Checoslovaquia
El Gran Premio de Checoslovaquia (en checo: "Velká cena Československa"; en eslovaco: "Československá Grand Prix") fue un evento que comenzó a disputarse como parte de los precedentes a la Fórmula 1, celebrado por primera vez el 28 de septiembre de 1930 en el Autódromo de Brno, ahora conocido como Circuito de Brno. Se llevó a cabo en la ciudad de Brno en Checoslovaquia (actualmente República Checa), acogiendo distintas pruebas del calendario automovilístico hasta 1997.

## Historia
A partir de 1934, la carrera fue dominada por las "flechas plateadas" alemanas. En 1937, varios espectadores murieron o resultaron heridos cuando Hermann Lang se salió fuera de la pista. Los espectadores se habían situado en una zona prohibida para el público, pero Lang fue demandado de todos modos.
Debido a la ocupación alemana en 1938, la carrera se suspendió hasta 1949, cuando el Circuito Masaryk se acortó a 17,8 km (11,1 millas).

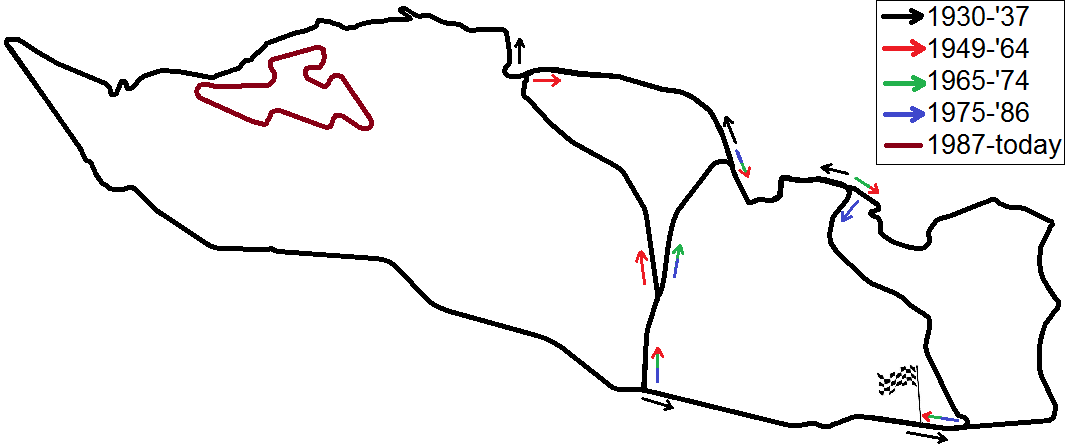
Imagen con los distintos trazados combinados del Circuito Masaryk (Circuito de Brno), con las modificaciones introducidas entre 1930 y la actualidad

La prueba de 1949, que se corrió en sentido opuesto al de las carreras anteriores a la Segunda Guerra Mundial, atrajo a una multitud de más de 400.000 personas. Sin embargo, este sería el último Gran Premio de Checoslovaquia. 27 años después se celebró el Gran Premio de la CSSR (República Socialista de Checoslovaquia) en el mismo lugar en el que se disputó una ronda del Campeonato Europeo de Turismos. BMW dominó durante seis años a través de varios modelos antes de que Jaguar afirmara su propio dominio. La carrera se convirtió únicamente en parte del Campeonato Mundial de Turismos de 1987, pero en un lugar distinto, el Autódromo de Brno de nueva construcción. La carrera fue ganada por el equipo Ford de fábrica con sede en Suiza. Una carrera final se celebró el año siguiente como parte de la Campeonato Mundial de Sport Prototipos. El Sauber-Mercedes de Jochen Mass y Jean-Louis Schlesser evitó que el equipo Tom Walkinshaw se apuntara la cuarta victoria para Jaguar.

## Ganadores
| Año                     | Piloto                                           | Coche                   | Equipo                     | Localización      | Serie                                  | Longitud              | Resultados   |
| ----------------------- | ------------------------------------------------ | ----------------------- | -------------------------- | ----------------- | -------------------------------------- | --------------------- | ------------ |
| 1997                    | Arturo Merzario                                  | Centenari M1-Alfa Romeo | Symbol Team                | Autódromo de Brno | International Sports Racing Series     | 30 minutos            | Resultados   |
| 1989–1996: No disputado |                                                  |                         |                            |                   |                                        |                       |              |
| 1988                    | Jochen Mass Jean-Louis Schlesser                 | Sauber C9               | Team Sauber Mercedes       | Autódromo de Brno | Campeonato Mundial de Sport Prototipos | 360 km (223,7 millas) | Resultados   |
| 1987                    | Klaus Ludwig Klaus Niedzwiedz                    | Ford Sierra RS500       | Eggenberger Motorsport     | Autódromo de Brno | Campeonato Mundial de Turismos         |                       | Resultados   |
| 1986                    | Ulf Granberg Thomas Lindström                    | Volvo 240 Turbo         | RAS Sport                  | Autódromo de Brno | Campeonato Europeo de Turismos         |                       | Resultados   |
| 1985                    | Ulf Granberg Anders Olofsson                     | Volvo 240 Turbo         | Magnum Racing              | Autódromo de Brno | Campeonato Europeo de Turismos         |                       | Resultados   |
| 1984                    | Tom Walkinshaw Hans Heyer                        | Jaguar XJS              | TWR Jaguar Racing          | Autódromo de Brno | Campeonato Europeo de Turismos         |                       | Resultados   |
| 1983                    | Tom Walkinshaw Chuck Nicholson                   | Jaguar XJS              | TWR Jaguar Racing          | Autódromo de Brno | Campeonato Europeo de Turismos         |                       | Resultados   |
| 1982                    | Tom Walkinshaw Chuck Nicholson                   | Jaguar XJS              | Team Motul Jaguar          | Autódromo de Brno | Campeonato Europeo de Turismos         |                       | Resultados   |
| 1981                    | Umberto Grano Helmut Kelleners                   | BMW 635 CSi             | Eggenberger Motorsport     | Autódromo de Brno | Campeonato Europeo de Turismos         |                       | Resultados   |
| 1980                    | Helmut Kelleners Siegfried Müller Jr.            | BMW 320                 | Eggenberger Motorsport     | Autódromo de Brno | Campeonato Europeo de Turismos         |                       | Resultados   |
| 1979                    | Raymond Van Hove Jean Xhenceval Pierre Dieudonné | BMW 3.0 CSL             | Luigi Racing               | Autódromo de Brno | Campeonato Europeo de Turismos         |                       | Resultados   |
| 1978                    | Carlo Facetti Martino Finotto                    | BMW 3.0 CSL             | Jolly Club Milano          | Autódromo de Brno | Campeonato Europeo de Turismos         |                       | Resultados   |
| 1977                    | Carlo Facetti Martino Finotto                    | BMW 3.0 CSL             | Luigi Racing               | Autódromo de Brno | Campeonato Europeo de Turismos         |                       | Resultados   |
| 1976                    | Jean Xhenceval Pierre Dieudonné Umberto Grano    | BMW 3.0 CSL             | Luigi Racing               | Autódromo de Brno | Campeonato Europeo de Turismos         |                       | Resultados   |
| 1950 -75                | No disputado                                     | No disputado            | No disputado               | No disputado      | No disputado                           | No disputado          | No disputado |
| 1949                    | Peter Whitehead                                  | Ferrari 125 F1          | Peter Whitehead            | Autódromo de Brno |                                        |                       | Resultados   |
| 1938 -48                | No disputado                                     | No disputado            | No disputado               | No disputado      | No disputado                           | No disputado          | No disputado |
| 1937                    | Rudolf Caracciola                                | Mercedes-Benz W125      | Daimler-Benz               | Autódromo de Brno | Fuera del campeonato                   |                       | Resultados   |
| 1936                    | No disputado                                     | No disputado            | No disputado               | No disputado      | No disputado                           | No disputado          | No disputado |
| 1935                    | Bernd Rosemeyer                                  | Auto Union Type B       | Auto Union                 | Autódromo de Brno | Fuera del campeonato                   |                       | Resultados   |
| 1934                    | Hans Stuck                                       | Auto Union Type A       | Auto Union                 | Autódromo de Brno | Fuera del campeonato                   |                       | Resultados   |
| 1933                    | Louis Chiron                                     | Alfa Romeo B/P3         | Scuderia Ferrari           | Autódromo de Brno | Fuera del campeonato                   |                       | Resultados   |
| 1932                    | Louis Chiron                                     | Bugatti T51             | Automobiles Ettore Bugatti | Autódromo de Brno | Fuera del campeonato                   |                       | Resultados   |
| 1931                    | Louis Chiron                                     | Bugatti T51             | Automobiles Ettore Bugatti | Autódromo de Brno | Fuera del campeonato                   |                       | Resultados   |
| 1930                    | Heinrich-Joachim von Morgen Hermann of Leiningen | Bugatti T35B            | Deutsches Bugatti Team     | Autódromo de Brno | Fuera del campeonato                   |                       | Resultados   |